# Schloss-Kaserne

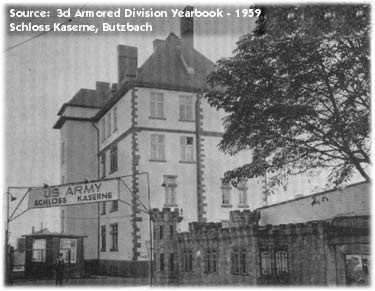
Schloss-Kaserne 1959, US Army

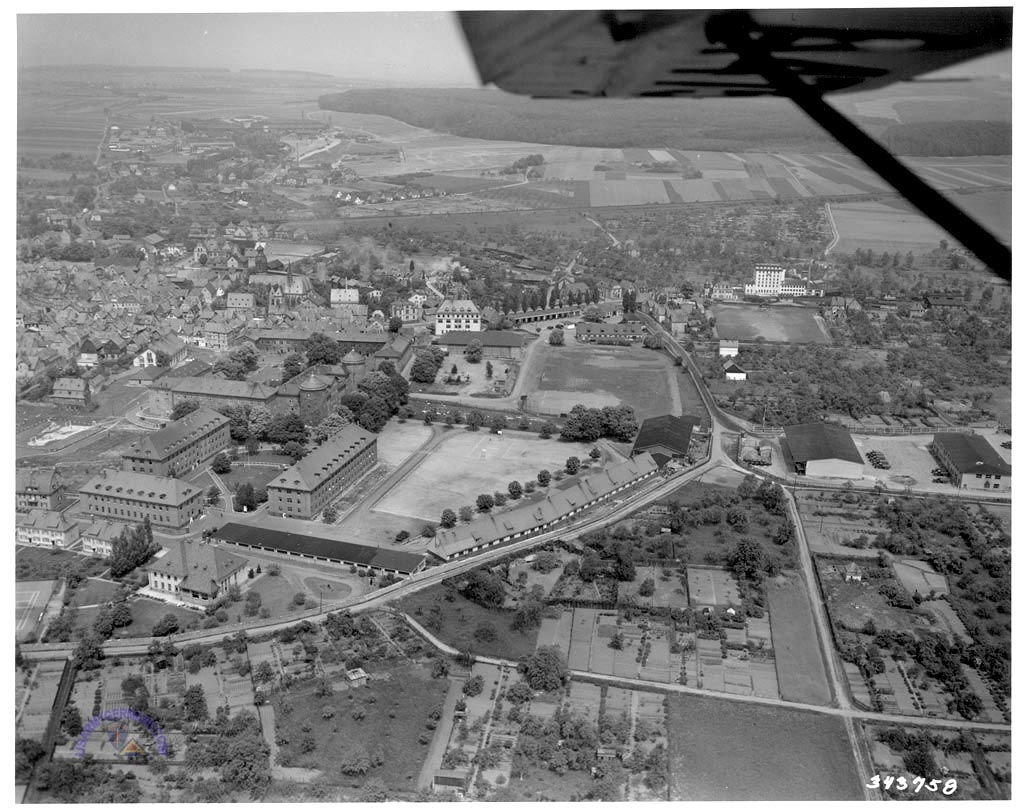
Schloss-Kaserne Luftbild Mai 1954

Die Schloss-Kaserne in Butzbach war eine der ältesten und am längsten (1818–1992) genutzten Kasernenanlagen Europas. Teil der Kaserne war das ehemalige landgräfliche Schloss.
Von 1609 bis 1643 wurde Butzbach von einer Seitenlinie Hessen-Darmstadts, dem Landgrafen Philipp III. von Hessen-Darmstadt-Butzbach regiert. In dieser Zeit ließ der Landgraf das vorhandene und heruntergekommene kleine Schloss zu einem repräsentativen Schlossbau umwandeln. Das Gebäude bestand aus einem Haupttrakt mit zwei Nebenflügeln, deren südlicher mit zwei Rundtürmen versehen war. Die Stadtmauer verlief vor dieser Seite des Schlosses, wurde später abgetragen und diente bis zur Vergrößerung der Liegenschaft als Kasernenmauer. Im Jahre 1818 wurde das bis dahin anderweitig genutzte Schloss (die Linie der Landgrafen von Hessen-Darmstadt-Butzbach war bereits 1643 ausgestorben) in eine Kaserne umgewandelt. Stationiert wurden hier eine Eskadron des Großherzoglich Hessischen Garde-Chevaulegers Regiments. Die Anlage erhielt den Namen Chevaulegers-Kaserne. Gleichzeitig wurde ein Marstall und eine Reit- und Exerzierhalle errichtet.
Mit Erlass vom 1. Dezember 1859 bestimmte Großherzog Ludwig III. die Umgliederung des bisherigen "Garde-Chevaulegers-Regiment" in zwei Kavallerie-Regimenter bzw. eine Kavallerie-Brigade. Das 1. Regiment behielt die Bezeichnung "Garde-Chevaulegers-Regiment", das 2. Regiment erhielt den Namen "Leib-Chevaulegers-Regiment".
Daraufhin wurde die Kaserne mit noch zwei Eskadronen des "Leib-Chevaulegers-Regiment" belegt.
Nach dem Krieg gegen Frankreich 1870/71 wurden die Chevaulegers in Dragoner umbenannt, die Kaserne behielt jedoch ihren Namen bei.
Da die Kaserne in Butzbach nach der Heeresvermehrung von 1898 für das I. Bataillon des neuerrichteten 5. Großherzoglich Hessischen Infanterie-Regiments Nr. 168 benötigt wurde, zogen die Dragoner aus, um der Infanterie Platz zu machen. Die Kaserne wurde nunmehr in Schloss-Kaserne umbenannt.
Im Zuge der Aufrüstung der Wehrmacht belegte man die Kaserne 1935 erneut mit Truppen. Stationiert wurde hier das II. Bataillon des Infanterieregiments Nr. 36.

## Nach dem Zweiten Weltkrieg
Im Jahre 1945 beschlagnahmte die amerikanische Besatzungsmacht die leerstehenden Gebäude und wies heimatlose Kriegsflüchtlinge (Displaced Persons) ein. Bis 1951 wurde die Liegenschaft dementsprechend genutzt. Bis zur Schließung der Kaserne im Jahre 1993 waren hier unter anderem untergebracht:
- 22nd Infantry Regiment
- 2nd Battalion 3rd Field Artillery Regiment
- 122nd Main Support Battalion
- 503rd Personal Service Company
- 503rd Military Police Company (Teile)
- 16th Signal Battalion
- NCO Academy (Unteroffiziersschule) der 3rd Armored Division [1]

Im Zuge der Konversion ging das Gelände an die Stadt Butzbach und wurde seit 1999 einer zivilen Nutzung zugeführt. (Im rechten Flügel des Schlosses befindet sich inzwischen das Rathaus der Stadt.)

### Beschreibung der Liegenschaft
Die Kaserne bestand aus dem Landgräflichen Schloss, zwei Mannschaftsblocks (abgebrochen), einem Wirtschaftsgebäude (abgebrochen), einem Stabsgebäude, einem Marstall, einer Reit- und Exerzierhalle (bereits von der US Army zur Turnhalle umfunktioniert), dem als Lager genutzten Landgräflichen Ballhaus, und verschiedenen Nebengebäuden (alle abgebrochen). Ebenfalls abgebrochen wurden die von der US Army zusätzlich errichteten Gebäude und der außerhalb des eigentlichen Kasernengeländes liegende Motor-Pool (technischer Bereich) sowie der größte Teil der die Kaserne umgebende Bruchsteinmauer.